# Linia kolejowa Köthen – Aken
Linia kolejowa Köthen–Aken – funkcjonująca linia kolei regionalnej w niemieckim landzie Saksonia-Anhalt. Łączy  port i miasto Aken przez Trebbichau z Köthen.

## Historia
Ważna dla transportu towarów z portu w Aken trasa, uruchomiona została 1 maja 1890. Największy ruch towarowy i pasażerski odbywał się na linii w czasach NRD. Podobnie, jak w przypadku wielu innych regionalnych linii kolejowych dawnych Niemiec Wschodnich, po 1989 r. liczba przewożonych pasażerów i towarów spadła.
Ruch pasażerski na linii ze względu na niewielką liczbę pasażerów został zawieszony 9 grudnia 2007 r. Pod koniec istnienia ruchu pasażerskiego, pociągi jeździły w dni powszednie co godzinę, a w weekendy co dwie godziny. Obecnie, w razie potrzeby, na linii odbywa się ruch towarowy do portu na Łabie w Aken.
Z powodu ponoszonych z tytułu utrzymywania tej linii strat, Deutsche Bahn planowało pozbycie się linii. Po tym, jak negocjacje z portem w Aken dotyczące przejęcia linii zakończyły się niepowodzeniem, przedsiębiorstwo w czerwcu 2011 ogłosiło przetarg na przejęcie infrastruktury kolejowej w celu znalezienia innego operatora. Przetarg wygrała firma Deutsche Regionaleisenbahn - jej spółka-córka, Bayerische Regionaleisenbahn, miałaby się zająć utrzymaniem linii. Ponieważ na dworcu w Aken wszystkie tory boczne są zamknięte, zmiana czoła pociągu jest możliwa jedynie w porcie w Aken. Tam też muszą jeździć także pociągi specjalne, gdyż tory boczne, należące do DB Station&Service, są zamknięte.